# Dschafars Rückkehr
Dschafars Rückkehr, auch Aladdin 2 (Originaltitel The Return of Jafar) ist die Fortsetzung des Filmes Aladdin als Direct-to-Video-Produktion der Walt Disney Company aus dem Jahr 1994. Regie führten Alan Zaslove, Tad Stones und Toby Shelton. Der Film wurde 1994 für einen Annie Award in der Kategorie Best Animated Home Video Release nominiert. Auf Video wurde er auch unter dem Titel Dschafars Rückkehr – Die neuen Abenteuer von Aladdin veröffentlicht.

## Inhalt
Nach den Vorfällen im ersten Film befindet sich der Gauner El Fatal mit seiner Bande in der Wüste und sucht dort nach einem Schatz. Jedoch kann Aladdin ihm diesen abluchsen, der daraufhin den Schatz an die ärmere Bevölkerung von Agrabah verteilt. Zur gleichen Zeit schafft es Jago, sich und Dschafars Lampe aus deren Gefängnis zu befreien. Dschafar befiehlt dem Papagei lautstark ihn aus der Lampe zu wünschen. Doch weil er ihn dabei beleidigt, weigert sich dieser. Jago versenkt die Lampe in einen nahegelegenen Brunnen und macht sich alleine auf den Weg nach Agrabah.
In Agrabah werden Aladdin und Abu von El Fatals Bande angegriffen. Dabei gerät Aladdin in Bedrängnis, wird jedoch von Jago gerettet. Aladdin entscheidet sich zum Dank, ihn mit in den Palast des Sultans zu nehmen und ein gutes Wort für ihn einzulegen. Fatal flieht daraufhin in die Wüste und zieht den Eimer aus dem Brunnen heraus, in dem Jago zuvor die Lampe von Dschafar fallen ließ. So gelangt er in den Besitz der Lampe und befreit Dschafar. Dadurch ist Fatal dessen neuer Meister. Dschafar überzeugt ihn, gemeinsam Rache an Aladdin zu nehmen.
Im Palast von Agrabah ist Aladdin vom Sultan und Jasmin zu einem Bankett eingeladen. Dabei kehrt Dschinni wieder zurück von seiner Weltreise und ist glücklich wieder unter seinen Freunden zu sein. Beim anschließenden Bankett bietet der Sultan Aladdin den Posten des Großwesirs an. Jedoch bemerkt Jasmins Tiger Rajah Jago und es kommt zu einer chaotischen Verfolgungsjagd. Der Sultan ist außer sich und befiehlt den Tod Jagos. Doch Aladdin ergreift Partei für ihn und erklärt, dass er Jago etwas schuldet, da dieser ihm das Leben rettete. Er überzeugt den Sultan, Jago zu verschonen. Jasmin fühlt sich aber hintergangen, da sie denkt, dass Aladdin ihr nicht vertraut. Gemeinsam mit Dschinni und Jago kann Aladdin aber auch sie von Jagos Sinneswandel überzeugen.
Zu seinem Unglück haben Fatal und Dschafar sich aber schon in den Palast eingeschlichen und Jago gefunden. Aus Angst schließt sich Jago Dschafar wieder an und überredet Aladdin und den Sultan zu einer Reise an einen Wasserfall. In dessen Abwesenheit gelingt es Dschafar, Dschinni und Abu gefangen zu nehmen. Währenddessen machen Fatal und mehrere finstere Gestalten Jagd auf Aladdin und den Sultan. Dabei nehmen sie den Teppich und den Sultan gefangen, während Aladdin den Wasserfall hinabstürzt. Er überlebt aber dank Dschafar, der Aladdin auf andere Weise loswerden will. Zeitgleich nimmt er auch Jasmin gefangen und kerkert sie alle ein. Als Aladdin den Palast erreicht, wird er aber von Razoul und der Wache festgenommen und zum Tode verurteilt, weil Dschafar in Jasmins Gestalt Aladdin beschuldigt, den Sultan ermordet zu haben. Aladdin wird isoliert vom Rest der Gruppe in den Kerker geworfen.
Er soll am Morgengrauen mit dem Schwert enthauptet werden. Aladdin erkennt als einziger, dass Jasmin nur Dschafar ist, der in ihrer Gestalt das Todesurteil gesprochen hat. Gleichzeitig versucht Jago, der nur vorgab, sich Dschafar wieder anzuschließen, Dschinni zu befreien. Er schafft dies, indem er die Kugel, in der dieser eingesperrt ist, aus großer Höhe fallenlässt, so dass sie zerspringt. Im letzten Moment rettet er Aladdin vor der Hinrichtung und befreit die restliche Gruppe aus dem Kerker. Jedoch befindet sich Agrabah wieder unter Kontrolle von Dschafar. Aladdin will ihn stoppen, was er nur kann, wenn er Dschafars Lampe zerstört. Jago ist allerdings nicht bereit, den Plan zu unterstützen, weil er Dschafar für unbesiegbar hält und zieht sich zurück.
In der Schatzkammer des Tempels haben sich Dschafar und Fatal zurückgezogen. Der böse Dschinn verlangt nun von seinem Meister die Freiheit und schwört ihm andernfalls das Leben zur Hölle zu machen. Währenddessen versuchen Dschinni und Abu die Lampe zu stehlen, werden jedoch von Dschafar erwischt. Im darauf folgenden Kampf verwandelt sich Dschafar in seine Dschinnform, öffnet einen Lavasee im Garten des Palastes und schafft es Dschinni und Teppich zu erledigen. Doch Jago, der sich nun doch dazu entschieden hat, Aladdin zu helfen, greift die Lampe von Dschafar und lässt sie in die Lava fallen. Durch die ungeheure Hitze schmilzt die Lampe, was Dschafar endgültig vernichtet. Aladdin und Jago überleben knapp. Durch Dschafars Tod werden auch seine Änderungen wieder aufgehoben, Agrabah ist gerettet.
Nachdem alles wieder normal geworden ist, unterbreitet der Sultan erneut das Angebot an Aladdin, sein Großwesir zu werden. Aladdin lehnt aber endgültig ab, da er gerne mehr von der Welt sehen möchte, was Jago aber nicht gutheißt, zumal Jasmin nicht auf ihn warten würde. Doch diese entscheidet sich, Aladdin zu begleiten.

## Synchronisation
| Rolle                      | Englischer Sprecher | Deutscher Sprecher |
| -------------------------- | ------------------- | ------------------ |
| Aladdin                    | Scott Weinger       | Michael Deffert    |
| Aladdin (Gesang)           | Brad Kane           | Peter Fessler      |
| Dschinni                   | Dan Castellaneta    | Peer Augustinski   |
| Prinzessin Jasmin          | Linda Larkin        | Maud Ackermann     |
| Prinzessin Jasmin (Gesang) | Liz Callaway        | Sabine Hettlich    |
| Abu                        | Frank Welker        |                    |
| Sultan                     | Val Bettin          | Gerry Wolff        |
| Dschafar                   | Jonathan Freeman    | Joachim Kemmer     |
| Jago                       | Gilbert Gottfried   | Michael Pan        |
| El Fatal                   | Jason Alexander     | Hans Hohlbein      |

Da Wolfgang Ziffer Stimmbandprobleme hatte, wurde der stimmlich sehr belastende Jago in diesem Film von Michael Pan gesprochen.

## Veröffentlichung
Der von Walt Disney Home Video vertriebene Film erschien 1994 in den USA auf VHS. Im Juni 1995 folgte die Veröffentlichung auf Deutsch. Der Film wurde außerdem unter anderem ins Türkische, Französische, Spanische und Italienische übersetzt.
Im Januar 2005 erfolgte die Veröffentlichung der deutschen Fassung auf DVD. Bereits im November 2004 erschien der Film zusammen mit den beiden anderen Aladdin-Filmen als Aladdin Trilogie auf DVD.
Auf dem Fernsehsender ProSieben wurde der Film als Aladdin – Dschafars Rückkehr ausgestrahlt.

## Comic
In den USA erschien ein zweiteiliger Comic mit dem Titel The Return Of Aladdin, der die Handlung des Films in einer veränderten Fassung wiedergab.

## Kritiken
„Zwar bleibt der lediglich für den Videomarkt produzierte Film deutlich unter dem technischen Standard der großen Kinofilme des Disney-Studios, bietet aber dennoch überdurchschnittliche Familienunterhaltung, die in ihrem einfachen Erzählduktus auch kleinere Kinder nicht überfordert.“